# St. Dominic USTA Pro Circuit $25,000 Women's Challenger
Il St. Dominic USTA Pro Circuit $25,000 Women's Challenger è un torneo professionistico di tennis giocato su campi in terra verde. Fa parte dell'ITF Women's Circuit, nella categoria $25.000 Si gioca annualmente a Jackson negli Stati Uniti.

## Albo d'oro

### Singolare
| Anno | Campionessa     | Finalista          | Punteggio |
| ---- | --------------- | ------------------ | --------- |
| 2011 | Marina Eraković | Ajla Tomljanović   | 6-1, 6-2  |
| 2012 | Heidi El Tabakh | Elena Bovina       | 6–0, 6–4  |
| 2013 | Laura Siegemund | Florencia Molinero | 6–4, 6–0  |

### Doppio
| Anno | Campionesse                          | Finaliste                                         | Punteggio      |
| ---- | ------------------------------------ | ------------------------------------------------- | -------------- |
| 2011 | Sharon Fichman Marie-Ève Pelletier   | Eva Hrdinová Nathalie Piquion                     | 7-6(1), 7–6(3) |
| 2012 | Elena Bovina Tereza Mrdeža           | Mailen Auroux María Irigoyen                      | 6–3, 6–3       |
| 2013 | Ilona Kramen' Angelique van der Meet | María Fernanda Álvarez Terán Verónica Cepede Royg | 6–3, 6–4       |